# Нов Айтос
Вестник „Нов Айтос“ започва да излиза през 1912 година и публикува главно обяви и реклами за град Айтос и околността  Негов редактор и собственик е книжарят Крум Боев . С прекъсвания през 1914 – 1915 и 1934 – 1943 година, той продължава да издава вестника. За тази си дейност след идването на народната власт на 9 септември 1944 е обявен за „враг на народа“ и е изпратен в Бургаския затвор.